# خاویر پاسکال رودریگز
خاویر پاسکال رودریگز (اسپانیایی: Javier Pascual Rodríguez‎؛ زادهٔ ۱۴ نوامبر ۱۹۷۱) دوچرخه‌سوار اهل اسپانیا است. وی عضو تیم‌هایی همچون تیم دوچرخه‌سواری کلمه بوده است.